# Альсгорд, Томас
Томас Альсгорд (норв. Thomas Alsgaard, род. 10 января 1972 во Флатебе Энебакк губерния Акерсхус, Норвегия) — известный норвежский лыжник, пятикратный олимпийский чемпион, шестикратный чемпион мира.
Впервые встал на лыжи в трёхлетнем возрасте, первых побед в соревнования достиг в возрасте пяти лет, став лучшим среди сверстников в региональных соревнованиях.
Первую в своей карьере золотую олимпийскую награду выиграл в 1994 году на играх в Лиллехаммере, приехав к финишу первым в гонке на 30 километров. Через 4 года на играх в Нагано выиграл следующие две золотые награды, на этот раз в гонках комбинированного преследования и эстафетной гонке в составе сборной Норвегии. Игры 2002 года в Солт-Лейк-Сити, принесли спортсмену ещё два титула олимпийского чемпиона: как и на прошлых Играх, он первенствовал в гонках комбинированного преследования и эстафете. Следует отметить, что золотая медаль в комбинированной гонке досталась Альсгорду по причине дисквалификации уличённого в применении допинга испанского лыжника Йохана Мюлегга, лишённого МОК титула и золотой награды.
Помимо успехов на Олимпийских играх, имеет девять наград различного достоинства мировых первенств, шесть из которых — золотые.
Из большого спорта ушёл в 2003 году, в настоящее время работает в лыжной индустрии консультантом одной из фирм. Помимо этого в качестве спортивного комментатора работает на норвежском телевидении.
Несмотря на завершение карьеры на уровне Кубка мира в 2003 году Альсгорд продолжил периодически участвовать в марафонских гонках. В 2008 году он занял пятое место в шведской Селен-Море на дистанции 90 км классическим стилем. В январе 2010 года Томас стал вторым на дистанции 50 км в Чехии (всего 0,2 сек он уступил победителю). В 2010—2011 годах он ещё несколько раз попадал в 10-ку лучших в различных марафонских гонках. В январе 2011 года занял третье место в гонке на 15 км классическим стилем, опередив целый ряд действующих лыжников из сборной Норвегии. В январе 2012 года 40-летний Альсгорд занял 4-е место в гонке на 15 км свободным стилем на чемпионате Норвегии, вновь оставив позади целый ряд лыжников из сборной Норвегии. Если чемпион Мартин Сундбю выиграл у всех более минуты, то от третьего места Альсгорда отделили всего 0,8 сек. С учётом того, что второе место занял британский лыжник, выступавший вне зачёта национального чемпионата Норвегии, Альсгорд получил бронзовую награду. Примечательно, что в 10-ку в этой гонке попал и 44-летний двукратный олимпийский чемпиона в эстафетах Кристен Шельдаль.
31 мая 2010 года Союз Биатлонистов России объявил о назначении Томаса Альсгорда на пост тренера-консультанта сборной России, однако информация об этом назначении оказалась неточной — в последний момент контракт между Альсгордом и СБР так и не был подписан.
Женат, жена бывшая лыжница Rønnaug Schei.